# 长苞双盖蕨
长苞双盖蕨（学名：Diplazium squamigerum），又名鳞柄双盖蕨，为蹄盖蕨科双盖蕨属下的一个种。

## 扩展阅读
- 維基物種上的相關：长苞双盖蕨